# Pallacanestro alla II Universiade - Torneo maschile
Il torneo di pallacanestro maschile della II Universiade si è svolto a Sofia, Bulgaria, nel 1961.

## Classifica finale
| -   | Paese            | Formazione |
| --- | ---------------- | --- |
|     | Unione Sovietica | Unione Sovietica universitariaBahlej, Hladun, Kaljužnyj, Kovjanov, Kutuzov, Okipnjak, Poplavskij, Šologon, Stremouchov, Val'tin, Vystavkin, All. Vladimir Šablinskij    |
|     | Bulgaria         | |
|     | Cecoslovacchia   | Cecoslovacchia universitaria4 Baroch, 5 Horňanský, 6 Hummel, 7 Koller, 8 Kop, 9 Kraus, 10 Křivý, 11 Mifka, 12 Rižička, 13 I. Rosíval, 14 P. Rosíval, 15 Šťastný, All. - |
| 4.  | Ungheria         | |
| 5.  | Polonia          | |
| 6.  | Brasile          | |
| 7.  | Italia           | |
| 8.  | Israele          | |
| 9.  | Romania          | |
| 9.  | Cuba             | |
| 9.  | Giappone         | |
| 9.  | Turchia          | |
| 9.  | Germania Ovest   | |
| 14. | Paesi Bassi      | |
| 14. | Iran             | |
| 14. | Libano           | |